# Publius Sulpicius Quirinius

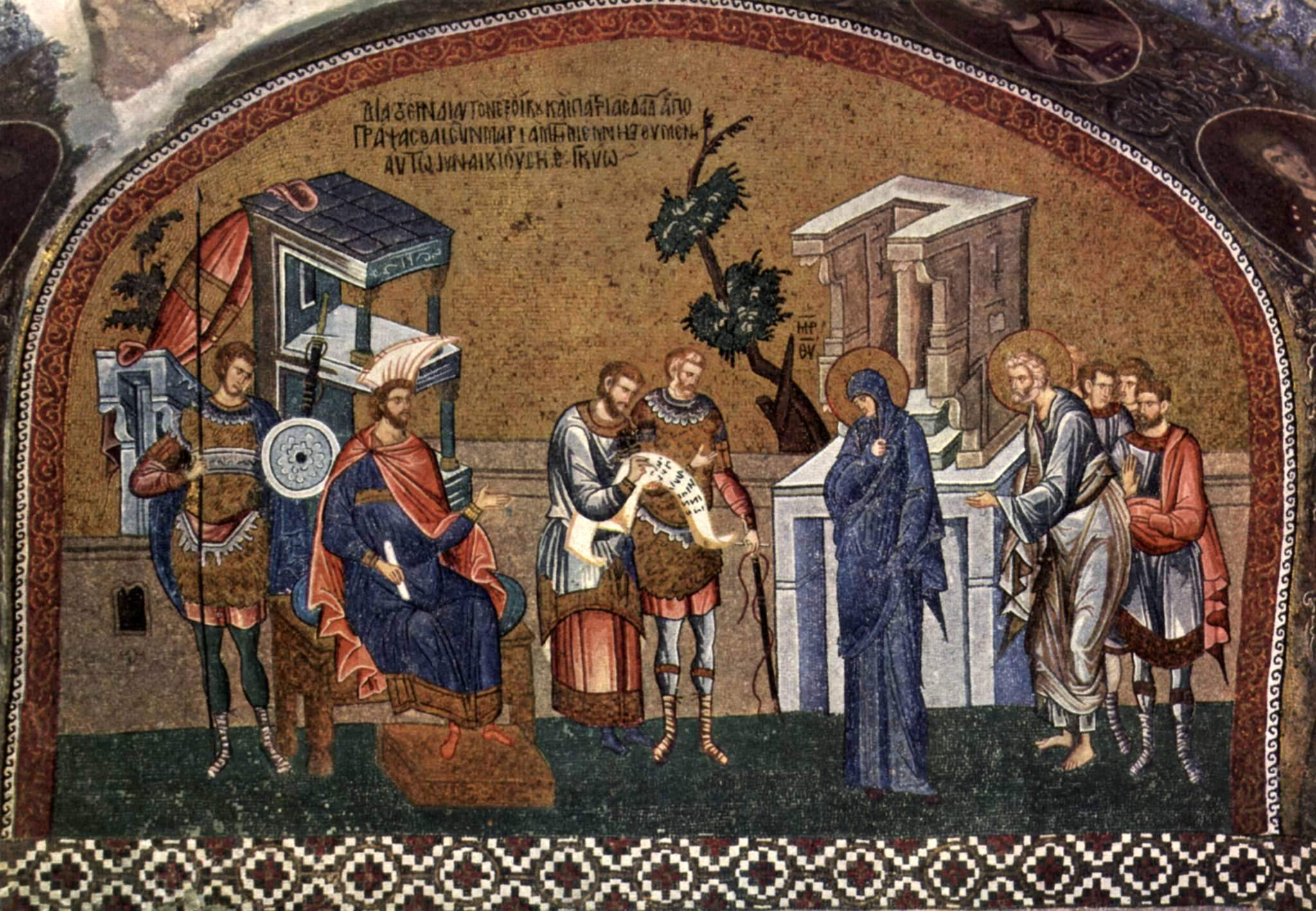
Maria a Josef se hlásí ke sčítání lidu před místodržícím Quiriniem. Byzantská mozaika (1315–1320).

Publius Sulpicius Quirinius (řec. Κυρήνιος kyrénios kyrénský; asi 51 př. n. l. – 21) byl římský aristokrat z rodu Sulpiciů, voják a úředník od sklonku republikánského období a za vlády císaře Augusta, jehož vlivem udělal kariéru. Augustus jej nejdříve povýšil na konzula, dále v letech 9–6 př. n. l. na místodržícího v Galacii, poté byl speciálním legátem v Sýrii, Judeji, Samařsku a Idumeji.  Jeho první sčítání lidu (tzv. Quiriniův census) je jedním ze styčných bodů datace narození Ježíše Krista. Podle Lukášova evangelia  organizoval tehdy Quirinius v Judeji první sčítání lidu, jež pro celou Římskou říši nařídil císař Augustus. Historik Josephus Flavius však v době vlády Heroda Velikého žádné sčítání neuvádí. Proto se část historiků snažila zpochybnit roku Kristova narození "0" a posunout jej do let 6–9 našeho letopočtu. Jiní se snaží data narovnat hypotézou, že se realizace sčítání protáhla na šest let. 